# Врба (Гламоч)
Врба је насељено мјесто у Босни и Херцеговини у општини Гламоч које административно припада Федерацији Босне и Херцеговине. Према попису становништва из 1991. у насељу је живјело 113 становника.

## Култура
На подручју насеља се налази манастир Српске православне цркве познат као Веселиње.

## Становништво
| Демографија | Демографија | Демографија |
| Година      | Становника  | Становника  |
| ----------- | ----------- | ----------- |
| 1991.       | 113         |             |

## Знамените личности
- Веселин Миће Наерловић звани Весо (Врба, 3. септембар 1904—), српски индустријалац, трговац крзном, ктитор манастира Веселиње.[1][3]